# مشاري المشهري
مشاري المشهري، لاعب كرة قدم سعودي، يلعب في الوسط في اليونان في نادي الشعيب.

## مسيرة اللاعب
بدأ في الفئات السنية في نادي النصر و احترف في اليونان في نادي أولمبياكوس ب وانتقل في عام 2023 إلى نادي الشعيب.